# Wanda dos Santos
Wanda dos Santos, född 1 juni 1932 i São Paulo, död 30 juni 2025 i São Paulo, var en brasiliansk friidrottare inom häcklöpning och längdhopp. Hon deltog vid olympiska sommarspelen 1952 och olympiska sommarspelen 1960.